# First Anal
First Anal ist eine US-amerikanische Pornofilmreihe des Regisseurs Greg Lansky und des Studios Tushy.

## Inhalt
Die Reihe gibt vor, Porno-Darstellerinnen bei ihrer ersten Analsex-Szene zu zeigen. Pro Film gibt es vier Szenen.

## Darsteller
- First Anal 1 (2016): Whitney Westgate, Karla Kush, Rebel Lynn, Gigi Allens
- First Anal 2 (2016): Anya Olsen, Joseline Kelly, Jojo Kiss, Goldie Glock
- First Anal 3 (2016): Kristen Scott, Harley Jade, Scarlet Red, Amanda Lane
- First Anal 4 (2017): Alaina Dawson, Ally Tate, Karly Baker
- First Anal 5 (2017): Haley Reed, Chloe Scott, Ivy Aura, Pepper Hart
- First Anal 6 (2018): Whitney Wright, Kenzie Reeves, Jade Nile, Haven Rae
- First Anal 7 (2018): Emily Willis, Liya Silver, Paige Owens, Izzy Lush
- First Anal 8 (2018): Carolina Sweets, Bree Daniels, Zoe Bloom
- First Anal 9 (2019): Julie Kay, Ana Rose, Michelle James, Lana Sharapova
- First Anal 10 (2019): Kenna James, Mick Blue, Ashley Red, Sophia Lux, Alice Pink
- First Anal 11 (2021): Manuel Ferrara, Mick Blue, Markus Dupree, Zoe Sparx, Jean Val Jean, Sloan Harper, Jezabel Vessir, Zoe Clark

## Auszeichnungen
- 2018: XBIZ Award – Vignette Series of the Year[1]
- 2019: AVN Award – Best Anal Movie: First Anal 6[2]
- 2020: AVN Award – Best Anal Movie: First Anal 8[3]